# 2763 Jeans
A 2763 Jeans (ideiglenes jelöléssel 1982 OG) a Naprendszer kisbolygóövében található aszteroida. Edward L. G. Bowell fedezte fel 1982. július 24-én.